# Тренч'янське Станковце
Тренч'янське Станковце (словац. Trenčianske Stankovce) — село, громада округу Тренчин, Тренчинський край. Кадастрова площа громади — 24.5 км². Протікають Турнянський і  Селецький потік.
Населення 3378 осіб (станом на 31 грудня 2020 року).

## Історія
Тренч'янське Станковце згадується 1212 року.

## Населення
| Рік:            | 1994. | 2004.    | 2014.   | 2024.   |
| --------------- | ----- | -------- | ------- | ------- |
| Кількість осіб: | 2676  | 2998     | 3155    | 3404    |
| Різниця:        |       | +12,03 % | +5,23 % | +7,89 % |

| Рік:            | 2023. | 2024.   |
| --------------- | ----- | ------- |
| Кількість осіб: | 3435  | 3404    |
| Різниця:        |       | -0,90 % |